# Esteban González (Fußballspieler, 1991)
Esteban González, vollständiger Name Esteban Ricardo González Maciel, (* 26. Januar 1991 in Durazno) ist ein uruguayischer Fußballspieler.

## Karriere
Der 1,79 Meter große Offensivakteur González absolvierte in der Apertura 2010 ein Erstligaspiel (kein Tor) für El Tanque Sisley. Spätestens seit der Apertura 2013 steht er in Reihen des norduruguayischen Vereins Tacuarembó FC. Für den Klub aus der Departamento-Hauptstadt bestritt er in der Zweitligaspielzeit 2013/14 zehn Saisonspiele (kein Tor) in der Segunda División und stieg mit der Mannschaft am Saisonende in die höchste uruguayische Spielklasse auf. Dort wurde er in der Folgesaison 20-mal in der Primera División eingesetzt und schoss ein Tor. Den direkten Wiederabstieg konnte das Team aber nicht verhindern. In der Spielzeit 2015/16 kam er in 20 Ligapartien (kein Tor) der zweithöchsten uruguayischen Spielklasse zum Einsatz. Anfang August 2016 wechselte er zum Cerro Largo FC. Bei den Osturuguayern absolvierte er in der Saison 2016 zehn Zweitligaspiele und traf dreimal ins gegnerische Tor. Im Januar 2017 verpflichtete ihn der Erstligist Juventud. Für die Mannschaft des Klubs aus Las Piedras lief er in der Saison 2017 bislang (Stand: 24. Juli 2017) 18-mal (ein Tor) in der Liga auf.